# Victor de Laprade
Pierre Martin Victor Richard de Laprade (13. ledna 1812 Montbrison – 13. prosince 1883 Lyon) byl francouzský básník, spisovatel a politik.

## Život
Victor de Laprade byl profesorem na Faculté des Lettres v Lyonu, člen Francouzské akademie od roku 1858 a poslancem za departement Rhône v letech 1871 až 1873. V letech 1849 a 1885 byl laureátem Francouzské akademie.
Jeho poezie je inspirována Chateaubriandem a Lamartinem.

## Dílo

### Poezie
- Les Parfums de Madeleine (1839)
- Odes et poèmes (1840)
- Poèmes évangéliques (1852)
- Idylles héroïques (1858)
- Les Voix du silence (1864)
- Pernette (1868)
- Poèmes civils (1873)
- Le Livre d'un père (1877)
- Œuvres poétiques (6 svazků, 1878-81)

### Próza
- Des habitudes intellectuelles de l'avocat (1840)
- Questions d'art et de morale (1861)
- Le Sentiment de la nature avant le Christianisme (1866)
- Chez les modernes (1868)
- Éducation libérale (1873)